# Passiflora subulata
Passiflora subulata är en passionsblomsväxtart som beskrevs av Maxwell Tylden Masters. Passiflora subulata ingår i släktet passionsblommor, och familjen passionsblomsväxter. Inga underarter finns listade i Catalogue of Life.